# Lara Mandoki

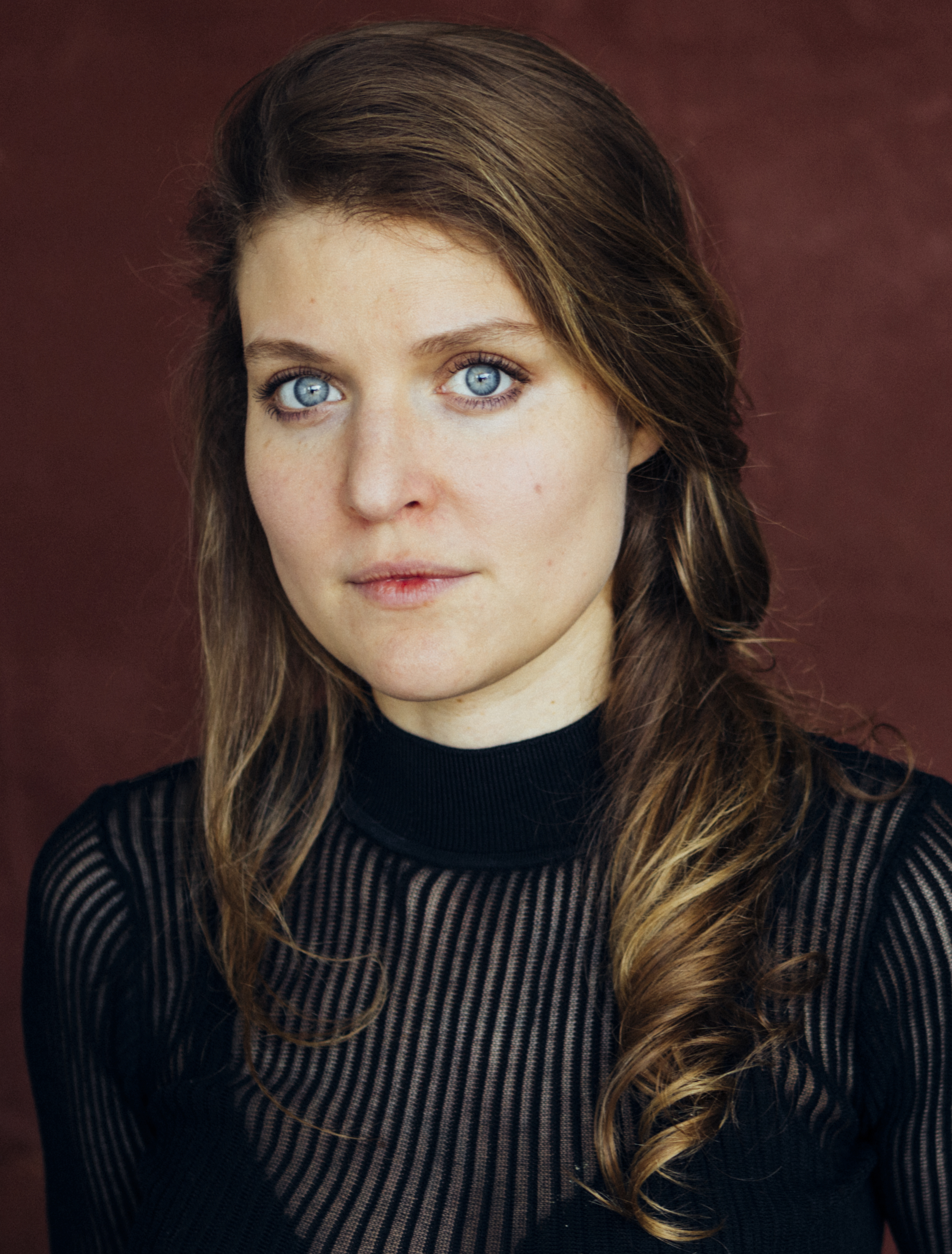
Lara Mandoki im Jahr 2024

Lara Mandoki (* 17. September 1989 in München) ist eine deutsche Film- und Theaterschauspielerin. Sie begann ihre Karriere im Jahr 2006 und hat seitdem in verschiedenen Produktionen mitgewirkt, darunter die Sky-Serie Das Boot, der Emmy-prämierte Thriller Unterm Radar und die ZDF-Serie Erzgebirgskrimi, in der sie seit 2018 die Hauptkommissarin spielt. Ihre Theaterarbeit umfasst eine bedeutende Rolle in der 240-stündigen Performance-Installation Meat an der Schaubühne Berlin. Internationale Anerkennung erlangte Mandoki 2015 durch ihre Rolle in der kanadisch-ungarischen Koproduktion X Company. Im Jahr 2023 spielte Mandoki eine Hauptrolle in der internationalen Dokumentar-Dramaserie A World Divided auf ARTE als Hedwig Höss.

## Leben

### Hintergrund, Ausbildung und Theater
Lara Mandoki, die Tochter des ungarischen Musikers Leslie Mandoki, absolvierte ihr Schauspielstudium in München und Los Angeles. Neben Deutsch spricht Mandoki aufgrund ihrer ungarischen Herkunft auch fließend Ungarisch. Während ihrer Ausbildung sammelte sie Erfahrungen in zahlreichen Theaterproduktionen, darunter Auftritte an den Münchner Kammerspielen. Ihr Engagement erstreckte sich auf bedeutende Projekte wie die 240-stündige Performance-Installation Meat an der Schaubühne Berlin und Dieter Wedels Shakespeare-Inszenierung Die Komödie der Irrungen bei den Bad Hersfelder Festspielen, in der sie die Rolle der Maisha spielte.

### Film und Fernsehen
Mandoki spielte ihre erste Filmrolle im Jahr 2006 im Kurzfilm Lia. Ihre Fernsehkarriere begann mit ihrer Rolle als Mandy Meier in der ARD-Telenovela Sturm der Liebe und der Nebenrolle der Herta Levin in dem ZDF-Historienfilm Die Holzbaronin (2012), in dem sie an der Seite von Christine Neubauer auftrat. Ihre Vielseitigkeit stellte sie 2014 unter Beweis, als sie die ZDF-Dokumentar-Miniserie Nicht alles war schlecht moderierte, in der die Nach-Kalter-Krieg-Generation versucht, das Leben im geteilten Deutschland zu verstehen.
Mandoki festigte ihren Ruf weiter mit Rollen in dem Emmy-prämierten Thriller Unterm Radar (2015) und in Mira Thiels Filmkomödie Gut zu Vögeln (2016). Ihre Leistung in Lars Montags Tragikomödie Einsamkeit und Sex und Mitleid (2017) erhielt große Anerkennung und führte zu mehreren Nominierungen für den Deutschen Filmpreis.
Ihren internationalen Durchbruch erzielte sie mit ihrer Rolle in der äußerst erfolgreichen kanadisch-ungarischen Koproduktion X Company (2017), einem Spionagethriller über den Zweiten Weltkrieg. Auf diesen Erfolg folgte ihr Auftritt in Duncan Jones’ Mute (2018) für Netflix.
Im Jahr 2018 war sie auch in Der große Rudolph unter der Regie von Alexander Adolph zu sehen, wo sie Dolly an der Seite von Hannelore Elsner, Florian Stadlhuber und Sunnyi Melles spielte. Außerdem spielte sie in dem Politthriller Die Affäre Borgward unter der Regie von Marcus H. Rosenmüller und übernahm die Hauptrolle in der Sat.1-Komödie Babyboom, inszeniert von Kai Meyer-Ricks. In dem ARD-Drama Daddy Blues spielte sie eine junge Frau, die nach einem Unfall die Verantwortung für ihren gelähmten Freund übernehmen muss.
Seit 2018 ist Mandoki weithin anerkannt für ihre Darstellung der Kommissarin Karina Szabo in der ZDF-Samstagabend-Krimireihe Erzgebirgskrimi. Mehrere Filme der Reihe waren erfolgreich, darunter der bemerkenswerte Film Familienband von Thorsten M. Schmidt, der nahezu sieben Millionen Zuschauer anlockte. Im selben Jahr hatte sie einen Gastauftritt im Film Leberkäsjunkie aus der Eberhofer-Krimireihe, an der Seite von Simon Schwarz und Sebastian Bezzel. 2021 spielte Mandoki in dem Fernsehfilm Das Lied des toten Mädchens  unter der Regie von Felix Herzogenrath die Rolle einer jungen investigativen Journalistin.
Mandoki übernahm eine Hauptrolle in der ZDFneo-Serie Macht der Kränkung – Sunshine City (2020), unter der Regie von Umut Dag, und arbeitete mit Wolfgang Murnberger im Steirerkrimi in Graz zusammen, wo sie eine ungarische Zwangsprostituierte darstellte.
Zu ihren Projekten im Jahr 2021 gehörte eine Hauptrolle in der Amazon-Prime-Serie Der Beischläfer und das hochgelobte ZDF-Krimidrama Tod einer Hoffnung. Im folgenden Jahr trat sie in der ARD-Komödie Vätertage auf, wo sie ihr Debüt als Sängerin vor der Kamera gab. Mandoki arbeitete außerdem an der BBC-Serie Vienna Blood, die in Mandokis zweiter Heimat, Budapest, gedreht wurde.
Im Jahr 2023 war Mandoki in der vierten Staffel von Das Boot (Sky) als Dagmar Dewitt zu sehen. Außerdem spielte sie die Rolle der Hedwig Höss in der Serie Die Spaltung der Welt (2024), die am Auschwitz-Ort unter der Regie von Olga Chajdow gedreht wurde. Darüber hinaus arbeitete sie an Simon Verhoevens Girl You Know It’s True, das sich mit der Musikszene der 80er/90er Jahre beschäftigt. Im Herbst 2023 setzte Mandoki ihre Rolle als Kommissarin Szabo in der ZDF-Primetime-Serie Erzgebirgskrimi fort und drehte zwei weitere Episoden. Ihre Leistung in der Serie, die Episoden umfasst, die von Markus Imboden inszeniert wurden, wurde gut aufgenommen.
Im Jahr 2025 wird Mandoki in zwei Episoden der Serie Erzgebirgskrimi zu sehen sein: Folge Wintermord unter der Regie von Tim Trageser und die Folge Über die Grenze mit Thorsten M. Schmidt. Außerdem wird sie in der Dramedy Petra geht baden unter der Regie von Rainer Kauffman in Prag auftreten, und in Wien wird sie eine Hauptrolle in der dunklen Komödie Mama ist Besti(e) (AT) an der Seite von Adele Neuhauser übernehmen, beide für die ZDF-Primetime.

## Filmografie

### Filme
- 2013: Die Holzbaronin (Fernsehfilm)
- 2014: Gut zu Vögeln
- 2015: Schwägereltern (Fernsehfilm)
- 2015: Unterm Radar (Fernsehfilm)
- 2016: Eine Sommerliebe zu dritt (Fernsehfilm)
- 2017: Einsamkeit und Sex und Mitleid
- 2017: Ein Dorf rockt ab (Fernsehfilm)
- 2018: Mute
- 2018: Der große Rudolph (Fernsehfilm)
- 2019: Die Affäre Borgward (Fernsehfilm)
- 2019: Leberkäsjunkie
- 2021: Das Lied des toten Mädchens (Fernsehfilm)
- 2024: Wenn Papa auf der Matte steht (Fernsehfilm)

### Fernsehserien und -reihen
- 2012: Lena Fauch (Folge Lena Fauch und die Tochter des Amokläufers)
- 2012: Heiter bis tödlich: Hubert und Staller (Folge Finger im Brot)
- 2012–2013: Sturm der Liebe (115 Folgen)
- 2013: Mordsfreunde – Ein Taunuskrimi
- 2013: Rosamunde Pilcher: Alte Herzen rosten nicht
- 2014: Die Garmisch-Cops (Folge Tod auf dem Eis)
- 2016: Der Alte (Folge Tödliche Ideale)
- 2016, 2021: SOKO Stuttgart (verschiedene Rollen, 2 Folgen)
- 2017: X Company (2 Folgen)
- 2017: Die Bergretter (Folge Entzug)
- 2017: Tonio & Julia – Kneifen gilt nicht
- 2019: SOKO Donau (Folge Tod im Taxi)
- 2019: Toni, männlich, Hebamme – Daddy Blues
- seit 2019: Erzgebirgskrimi (als Karina Szabo)
  - 2019: Der Tote im Stollen
  - 2020: Tödlicher Akkord
  - 2021: Der Tote im Burggraben
  - 2021: Der letzte Bissen
  - 2022: Verhängnisvolle Recherche
  - 2022: Tödliche Abrechnung
  - 2022: Ein Mord zu Weihnachten
  - 2023: Familienband
  - 2024: Die Tränen der Mütter
  - 2024: Mord auf dem Jakobsweg
  - 2025: Wintermord
- 2020: Ein starkes Team – Parkplatz bitte sauber halten
- 2021: Am Anschlag – Die Macht der Kränkung (4 Folgen)
- 2021: Landkrimi – Steirertod
- 2021: Der Beischläfer – Staffel 2 (7 Folgen)
- 2022: Vienna Blood – Rendezvous mit dem Tod
- 2024: Die Spaltung der Welt als Hedwig Höß

## Theater (Auswahl)
- 2006: Rotkäppchen in Von einem der auszog das Fürchten zu lernen, Kammerspiele München (Regie: Ruth Fendel)
- 2006: Madonna Wannabe in Madonna live, Kammerspiele München (Regie: Ruth Fendel)
- 2007–2008: Aynur in Lieb mich weg, Kammerspiele München (Regie: Agnese Cornelio)
- 2014: Nicolett Katona in Meat, Schaubühne Berlin (Regie: Thomas Bo Nilsson)
- 2015: Maisha in Die Komödie der Irrungen, Bad Hersfelder Festspiele (Regie: Dieter Wedel)